# Kärlek till döds
Kärlek till döds är en amerikansk film från 1948 i regi av Nicholas Ray. Det var Rays debut som filmregissör. I Storbritannien hade filmen premiär 1948, medan den dröjde till 1949 i de flesta andra länder. Filmen bygger på Edward Andersons roman Thieves Like Us från 1937, och historien har också filmats av Robert Altman 1974.

## Rollista
- Cathy O'Donnell - Keechie
- Farley Granger - Bowie
- Howard Da Silva - Chickamaw
- Jay C. Flippen - T-Dub
- Helen Craig - Mattie
- Will Wright - Mobley
- William Phipps - ung lantbrukare
- Ian Wolfe - Hawkins
- Harry Harvey - Hagenheimer